# گالن لو
گالن لو ((به چینی: 罗嘉良)؛ زادهٔ ۱۶ دسامبر ۱۹۶۲) هنرپیشه، و خواننده اهل جمهوری خلق چین است.